# گاریفکا
گاریفکا (انگلیسی: Gareyevka) یک شهرک در شهرستان کالتاسینسکی استان باشقیرستان کشور روسیه است.